# Yes (альбом)
Yes — десятий студійний альбом англійського дуету Pet Shop Boys, випущений 18 березня 2009 року на лейблі Parlophone Records. Платівка була записана протягом 2008 року, а продюсером став Браян Хіґґінс та його продюсерська команда Xenomania, яка також стала співавтором трьох пісень. У записі альбому взяли участь гітарист Джонні Марр та аранжувальник струнних інструментів Овен Паллетт Першим синглом альбому стала пісня «Love Etc.», яка вийшла 16 березня 2009 року.

## Список пісень
Автор музики і слів Ніл Теннант і Кріс Лоу (якщо не зазначено інше). 
| #   | Назва                    | Автор                                                          | Тривалість |
| --- | ------------------------ | -------------------------------------------------------------- | ---------- |
| 1.  | «Love Etc.»              | Теннант Лоу Браян Гіґґінс Міранда Купер Тім Павелл Овен Паркер | 3:32       |
| 2.  | «All Over the World»     |                                                                | 3:51       |
| 3.  | «Beautiful People»       |                                                                | 3:42       |
| 4.  | «Did You See Me Coming?» |                                                                | 3:41       |
| 5.  | «Vulnerable»             |                                                                | 4:47       |
| 6.  | «More Than a Dream»      | Теннант Лоу Купер Гіґґінс Джейсон Реш Кіран Джонс              | 4:57       |
| 7.  | «Building a Wall»        |                                                                | 3:50       |
| 8.  | «King of Rome»           |                                                                | 5:31       |
| 9.  | «Pandemonium»            |                                                                | 3:43       |
| 10. | «The Way It Used to Be»  | Теннант Лоу Купер Гіґґінс Нік Колер                            | 4:44       |
| 11. | «Legacy»                 |                                                                | 6:21       |

| Додаткова пісня японського видання | Додаткова пісня японського видання  | Додаткова пісня японського видання      | Додаткова пісня японського видання |
| #                                  | Назва                               | Автор                                   | Тривалість                         |
| ---------------------------------- | ----------------------------------- | --------------------------------------- | ---------------------------------- |
| 12.                                | «Love Etc.» (Pet Shop Boys Sex Mix) | Теннант Лоу Гіґґінс Купер Павелл Паркер | 6:18                               |

| Додаткові пісні iTunes Store | Додаткові пісні iTunes Store                   | Додаткові пісні iTunes Store            | Додаткові пісні iTunes Store |
| #                            | Назва                                          | Автор                                   | Тривалість                   |
| ---------------------------- | ---------------------------------------------- | --------------------------------------- | ---------------------------- |
| 12.                          | «Love Etc.» (Pet Shop Boys Dub)                | Теннант Лоу Гіґґінс Купер Павелл Паркер | 6:18                         |
| 13.                          | «Yes» (коментарі Ніла і Кріса до кожної пісні) |                                         | 48:40                        |

| Додатковий диск спеціального видання: Etc. | Додатковий диск спеціального видання: Etc.       | Додатковий диск спеціального видання: Etc. | Додатковий диск спеціального видання: Etc. |
| #                                          | Назва                                            | Автор                                      | Тривалість                                 |
| ------------------------------------------ | ------------------------------------------------ | ------------------------------------------ | ------------------------------------------ |
| 1.                                         | «This Used to Be the Future» (за уч. Філіпа Окі) |                                            | 5:14                                       |
| 2.                                         | «More Than a Dream» (Magical Dub)                | Теннант Лоу Купер Гіґґінс Реш Джонс        | 6:10                                       |
| 3.                                         | «Pandemonium» (The Stars and the Sun Dub)        |                                            | 5:50                                       |
| 4.                                         | «The Way It Used to Be» (Left of Love Dub)       | Теннант Лоу Купер Гіґґінс Колер            | 5:16                                       |
| 5.                                         | «All Over the World» (This Is a Dub)             |                                            | 5:21                                       |
| 6.                                         | «Vulnerable» (Public Eye Dub)                    |                                            | 5:17                                       |
| 7.                                         | «Love Etc.» (Beautiful Dub)                      | Теннант Лоу Гіґґінс Купер Павелл Паркер    | 6:24                                       |
| 39:32                                      |                                                  |                                            |                                            |

Автор музики і слів Ніл Теннант і Кріс Лоу (якщо не зазначено інше). 
| Yes/Further Listening 2008–2010 Volume 1 (Диск 2) | Yes/Further Listening 2008–2010 Volume 1 (Диск 2)  | Yes/Further Listening 2008–2010 Volume 1 (Диск 2) | Yes/Further Listening 2008–2010 Volume 1 (Диск 2) |
| #                                                 | Назва                                              | Автор                                             | Тривалість                                        |
| ------------------------------------------------- | -------------------------------------------------- | ------------------------------------------------- | ------------------------------------------------- |
| 1.                                                | «Gin and Jag»                                      |                                                   | 4:31                                              |
| 2.                                                | «This Used to Be the Future» (за уч. Філіпа Окі)   |                                                   | 5:12                                              |
| 3.                                                | «We're All Criminals Now»                          |                                                   | 3:55                                              |
| 4.                                                | «Gin and Jag» (Frisky Mix)                         |                                                   | 7:12                                              |
| 5.                                                | «Beautiful People» (demo)                          |                                                   | 3:21                                              |
| 6.                                                | «My Girl»                                          | Mike Barson                                       | 3:41                                              |
| 7.                                                | «The Loving Kind» (Monitor Mix; раніше не видана)  | Купер Гіґґінс Павелл Теннант Лоу                  | 3:22                                              |
| 8.                                                | «Love Etc.» (PSB Mix)                              | Теннант Лоу Гіґґінс Купер Павелл Паркер           | 6:17                                              |
| 9.                                                | «Did You See Me Coming?» (PSB Possibly More Mix)   |                                                   | 8:48                                              |
| 10.                                               | «The Former Enfant Terrible» (PSB Bring It On Mix) |                                                   | 7:23                                              |
| 11.                                               | «Up and Down»                                      |                                                   | 3:44                                              |
| 12.                                               | «Brits Medley» (раніше не видана на CD)            |                                                   | 9:35                                              |
| 67:05                                             |                                                    |                                                   |                                                   |

Автор музики і слів Ніл Теннант і Кріс Лоу (якщо не зазначено інше). 
| Yes/Further Listening 2008–2010 Volume 2 (Диск 3) | Yes/Further Listening 2008–2010 Volume 2 (Диск 3)                  | Yes/Further Listening 2008–2010 Volume 2 (Диск 3) | Yes/Further Listening 2008–2010 Volume 2 (Диск 3) |
| #                                                 | Назва                                                              | Автор                                             | Тривалість                                        |
| ------------------------------------------------- | ------------------------------------------------------------------ | ------------------------------------------------- | ------------------------------------------------- |
| 1.                                                | «I Cried for Us»                                                   | Kate McGarrigle                                   | 3:49                                              |
| 2.                                                | «It Doesn't Often Snow at Christmas» (нова версія)                 |                                                   | 3:49                                              |
| 3.                                                | «All Over the World» (нова версія)                                 |                                                   | 3:47                                              |
| 4.                                                | «Viva la Vida / Domino Dancing» (Christmas EP Mix)                 | Берімен Бакленд Чемпіон Мартін Теннант Лоу        | 5:32                                              |
| 5.                                                | «My Girl» (Our House Mix)                                          | Mike Barson                                       | 5:48                                              |
| 6.                                                | «Leaving»                                                          |                                                   | 4:14                                              |
| 7.                                                | «Together»                                                         | Теннант Лоу Павелл                                | 3:28                                              |
| 8.                                                | «Glad All Over» (із CD синглу «Together»)                          | Дейв Кларк Майк Сміт                              | 3:25                                              |
| 9.                                                | «The Dumpling Song» (демо із My Dad's a Birdman; раніше не видана) | Almond Лоу Теннант                                | 1:47                                              |
| 10.                                               | «Wings and Faith» (демо із My Dad's a Birdman; раніше не видана)   |                                                   | 2:08                                              |
| 11.                                               | «Night Song» (Fan Club download 2010; раніше не видана на CD)      | Алмонд Лоу Теннант                                | 3:27                                              |
| 41:19                                             |                                                                    |                                                   |                                                   |

## Чарти

### Тижневі чарти
| Чарт (2009)                                        | Найвища позиція |
| -------------------------------------------------- | --------------- |
| Австралія Australian Albums (ARIA)                 | 32              |
| Австрія Austrian Albums (Ö3 Austria)               | 5               |
| Бельгія Belgian Albums (Ultratop Flanders)         | 69              |
| Бельгія Belgian Albums (Ultratop Wallonia)         | 49              |
| Croatian Albums (HDU)                              | 16              |
| Чехія Czech Albums (ČNS IFPI)                      | 6               |
| Данія Danish Albums (Hitlisten)                    | 9               |
| Нідерланди Dutch Albums (MegaCharts)               | 34              |
| European Albums (Billboard)                        | 3               |
| Фінляндія Finnish Albums (Suomen virallinen lista) | 28              |
| Франція French Albums (SNEP)                       | 64              |
| Німеччина German Albums (Offizielle Top 100)       | 3               |
| Greek International Albums (IFPI)                  | 3               |
| Угорщина Hungarian Albums (MAHASZ)                 | 24              |
| Ірландія Irish Albums (IRMA)                       | 34              |
| Італія Italian Albums (FIMI)                       | 40              |
| Japanese Albums (Oricon)                           | 32              |
| Mexican Albums (Top 100 Mexico)                    | 40              |
| Норвегія Norwegian Albums (VG-lista)               | 16              |
| Шотландія Scottish Albums (OCC)                    | 8               |
| Іспанія Spanish Albums (PROMUSICAE)                | 10              |
| Швеція Swedish Albums (Sverigetopplistan)          | 12              |
| Швейцарія Swiss Albums (Schweizer Hitparade)       | 7               |
| Велика Британія UK Albums (OCC)                    | 4               |
| США Billboard 200                                  | 32              |
| США Dance/Electronic Albums (Billboard)            | 3               |

### Річні чарти
| Чарт (2009)                                | Позиція |
| ------------------------------------------ | ------- |
| German Albums (Offizielle Top 100)         | 65      |
| US Top Dance/Electronic Albums (Billboard) | 21      |

## Сертифікації
| Регіон                                             | Сертифікація | Продажі  |
| -------------------------------------------------- | ------------ | -------- |
| Німеччина (BVMI)                                   | Золотий      | 100 000^ |
| Велика Британія (BPI)                              | Срібний      | 60 000^  |
| ^відвантаження, що базуються лише на сертифікаціях |              |          |